# Watsonia occulta
Watsonia occulta är en irisväxtart som beskrevs av Harriet Margaret Louisa Bolus. Watsonia occulta ingår i släktet Watsonia och familjen irisväxter. Inga underarter finns listade i Catalogue of Life.